# ماكس روميو
ماكس روميو (بالإنجليزية: Max Romeo)‏ هو ملحن ومغني جامايكي، ولد في 22 نوفمبر 1944 في أبرشية سانت جيمس، جامايكا ‏ في جامايكا.

## روابط خارجية
- ماكس روميو على موقع IMDb (الإنجليزية)
- ماكس روميو على موقع ميوزك برينز (الإنجليزية)
- ماكس روميو على موقع قاعدة بيانات برودواي على الإنترنت (الإنجليزية)
- ماكس روميو على موقع أول ميوزيك (الإنجليزية)
- ماكس روميو على موقع ديسكوغز (الإنجليزية)
- ماكس روميو على موقع قاعدة بيانات الفيلم (الإنجليزية)